# Himalaya-Tanne

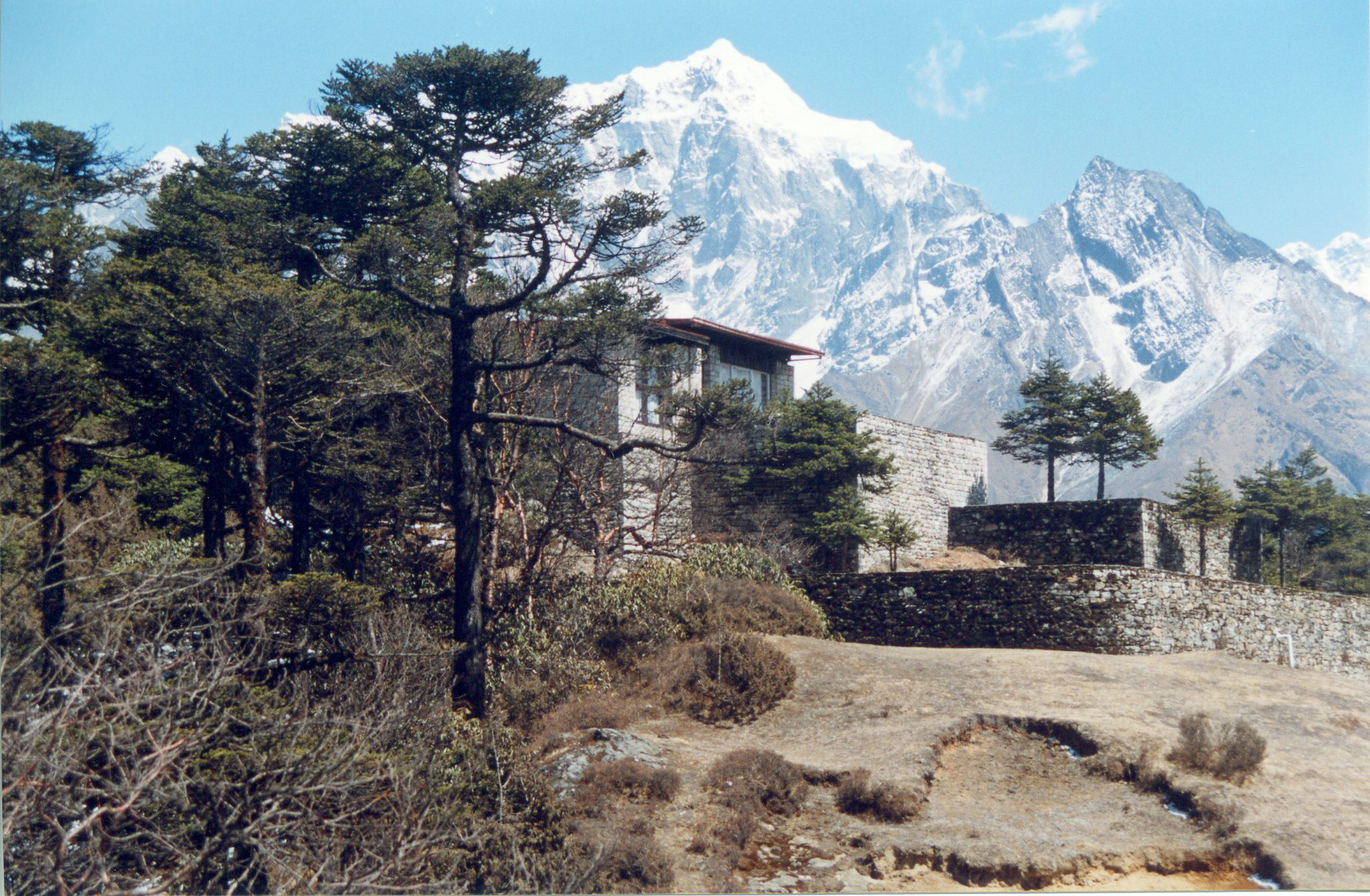
Himalaya-Tannen vor dem Everest View Hotel bei Syangboche in Nepal

Die Himalaya-Tanne (Abies spectabilis) ist ein Nadelbaum aus der Gattung der Tannen in der Familie der Kieferngewächse. Ihr Verbreitungsgebiet ist der Himalaya von Afghanistan über Kaschmir, Nordwest-Indien und Nepal bis Bhutan.

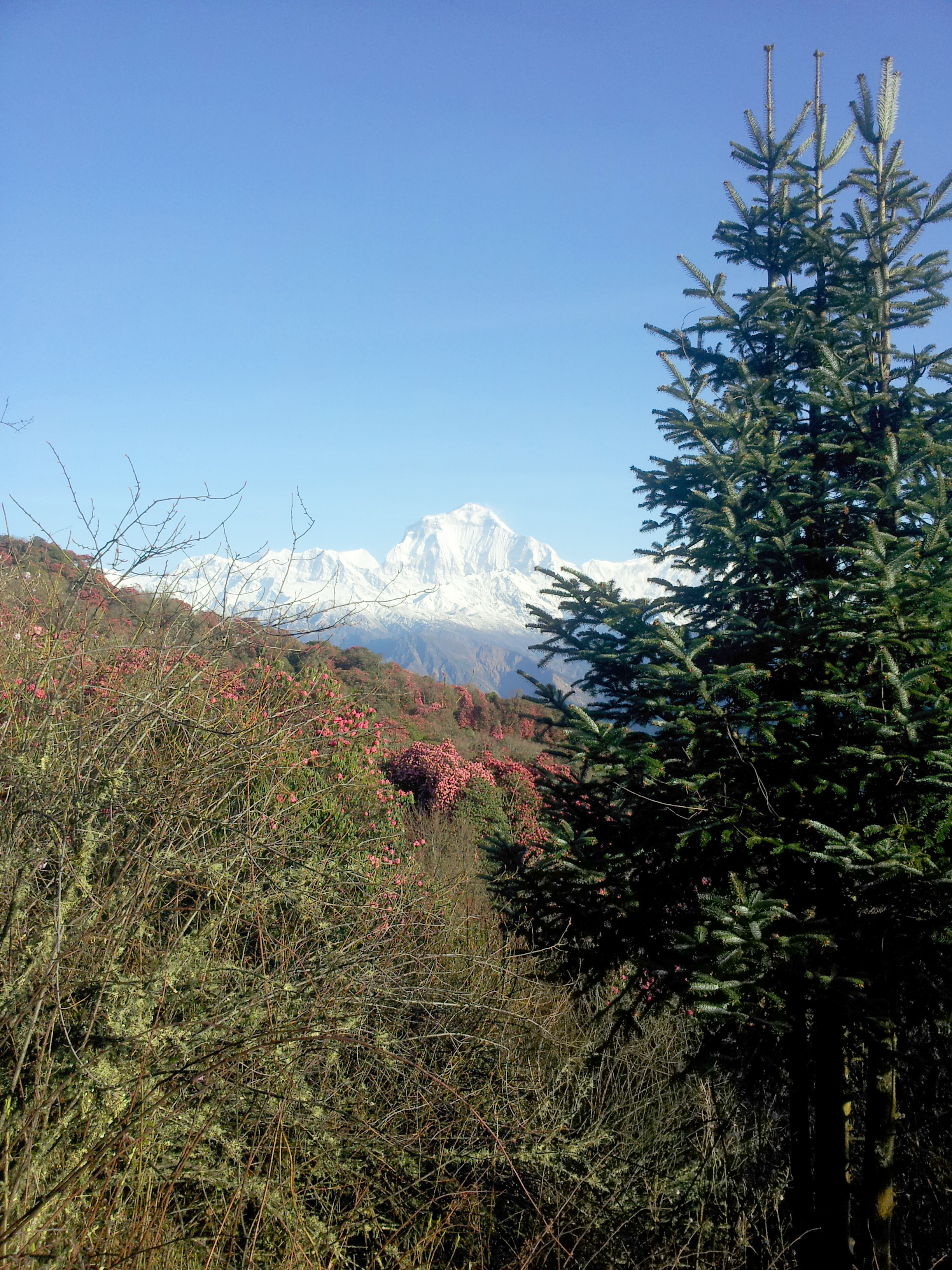
Himalaya-Tanne (Abies spectabilis) vor dem Dhaulagiri

## Beschreibung
Die Himalaya-Tanne ist ein bis zu 50 Meter hoher Baum mit einem Brusthöhendurchmesser von bis zu 1,5 Metern. Sie hat eine breit kegelförmige Krone, weit abstehende Äste und eine raue, schuppige Borke. Die gelblich-grauen, braunen oder rötlich braunen Zweige sind dick, gefurcht und in den Furchen behaart. Die Knospen sind rundlich und stark harzig. Die Nadeln stehen in zwei bis vier Reihen. Sie sind nach vorn und seitwärts gerichtet und mehr oder weniger V-förmig gescheitelt. Sie werden 2,5 bis 6 Zentimeter lang und 2,5 bis 3,5 Millimeter breit. Die Nadeln sind ledrig, steif, abgerundet und haben zwei Spitzen. Die Oberseite ist glänzend dunkelgrün, die Unterseite zeigt zwei breite, weiße Spaltöffnungsbänder. Die Zapfen sind zylindrisch und werden 14 bis 18 Zentimeter lang und 5 bis 6 Zentimeter breit. Sie sind zuerst blau-violett-rötlich und im reifen Zustand braun. Die Schuppen werden 1,5 bis 2 Zentimeter breit, die Deckschuppen sind verborgen. Die Samen werden etwa 1 Zentimeter lang und haben einen breit keilförmigen Flügel.

## Verbreitung und Ökologie
Das natürliche Verbreitungsgebiet der Himalaya-Tanne ist der Himalaya, man findet sie dort von Afghanistan über Kaschmir, Nordwest-Indien und Nepal, Ost-Tibet bis Bhutan. Dort wächst sie in Bergwäldern auf frischen bis feuchten, sauren bis neutralen, sandig-humosen bis sandig-kiesigen oder felsigen, flachgründigen Böden an absonnigen bis lichtschattigen Standorten. Sie ist mäßig frosthart. Man findet sie in Höhen von 2600 bis 3800 Meter zusammen mit verschiedenen Rhododendron-Arten und mit der Himalaya-Birke (Betula utilis). Seit Mitte der 1990er Jahre werden die Bestände in Ost-Tibet durch die Holzindustrie verstärkt beansprucht. Es erfolgt keine Aufforstung, dadurch kommt es in der regenreichen Zeit des Monsun vermehrt zu Hangerosion und Abgängen von lokalen Schlammlawinen (kleinere Murgänge). Die noch geschlossenen Waldbestände aus Himalaya Tannen in den  Hanglagen der Berge in Ost-Tibet bilden mit ihrem Unterbau aus Rhododendron Sträuchern und anderen Gehölzen sowie Bodendeckern wertvolle und artenreiche Habitate und stabilisieren zugleich auf natürliche Weise die meist schroffen Hanglagen. Es sind deshalb unbedingt geeignete Maßnahmen erforderlich, diese sensiblen Naturräume zu schützen und zu erhalten.
In der Roten Liste der IUCN wird die Himalaya-Tanne als nicht gefährdet („Lower Risk/least concern“) geführt. Es wird jedoch darauf hingewiesen, dass eine neuerliche Überprüfung der Gefährdung nötig ist.

## Systematik und Forschungsgeschichte
Die Himalaya-Tanne (Abies spectabilis) ist eine Art aus der Gattung der Tannen (Abies) aus der Familie der Kieferngewächse (Pinaceae). Sie wird der Sektion Pseudopicea zugeordnet. Sie wurde von David Don 1824 unter dem Basionym Pinus spectabilis erstbeschrieben, bevor sie von Édouard Spach 1841 der Gattung Abies zugeordnet wurde. Weitere Synonyme sind Abies webbiana (Wall. ex D.Don) Lindl. und Pinus webbiana Wall. ex D.Don

## Verwendung
Die Himalaya-Tanne wird sehr selten wegen ihres Holzes genutzt.
Seit Mitte der 1990er Jahre werden die Bestände der Himalaya Tanne in Ost-Tibet verstärkt durch die Holzindustrie beansprucht. Es erfolgt bisher keine Wiederaufforstung der Bestände.

## Nachweise